# تعدين اليورانيوم

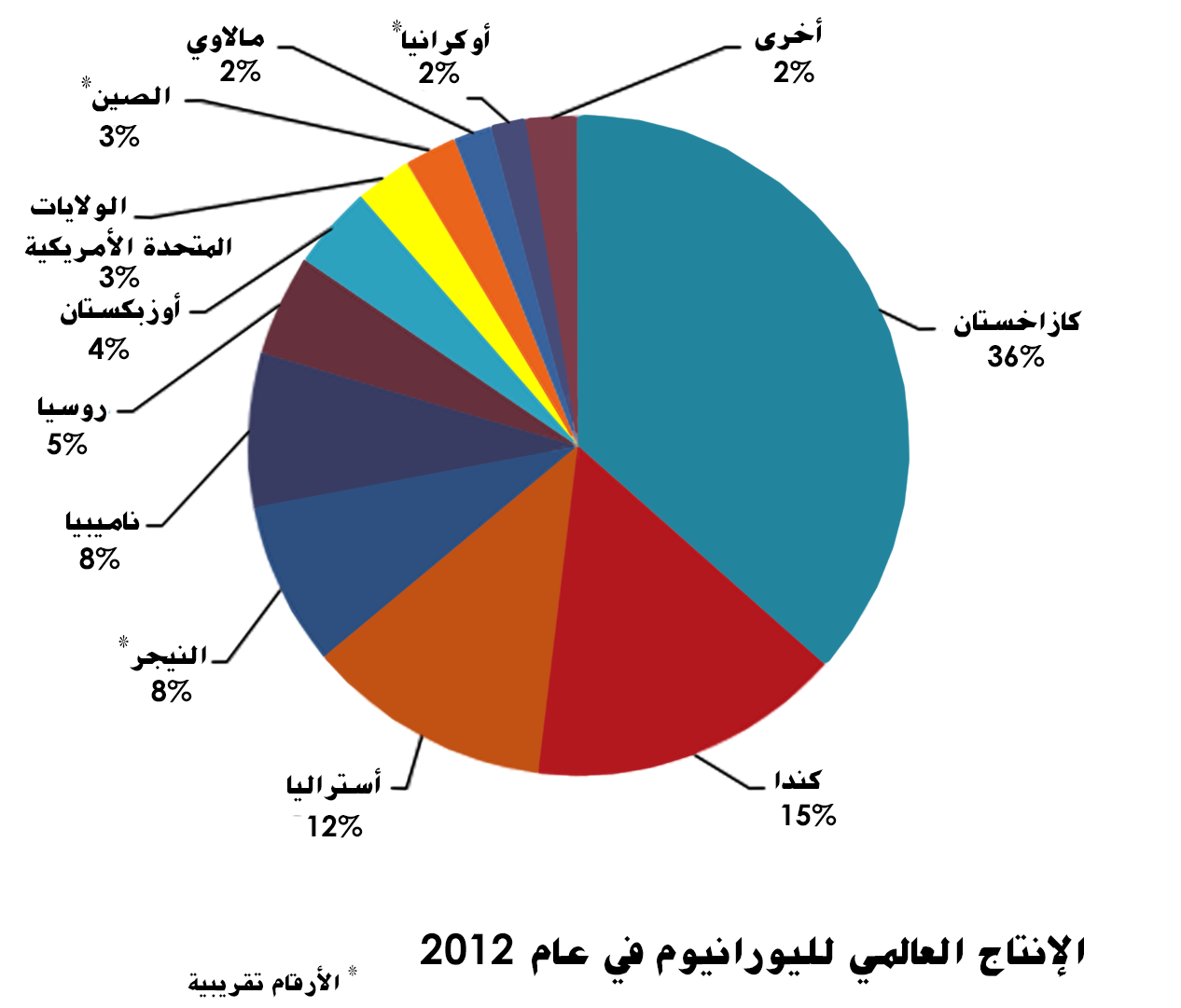
2012 تعدين اليورانيوم، حسب الدولة.

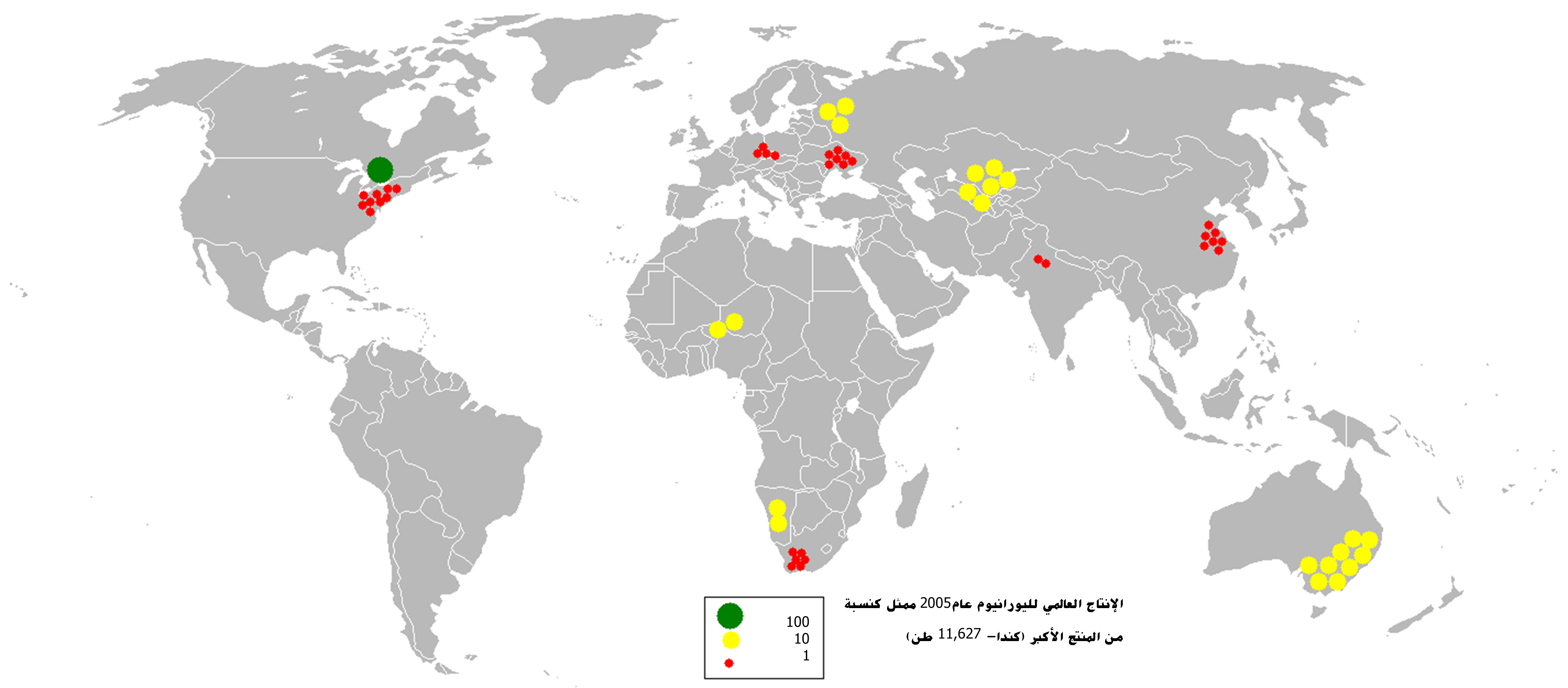
الإنتاج العالمي لليورانيوم في عام 2005.

تعدين اليورانيوم هو عملية استخراج خام اليورانيوم من الأرض. بلغ الإنتاج العالمي لليورانيوم في عام 2015 60,496 طن. تعد كازاخستان وكندا وأستراليا أكبر ثلاثة منتجين ويمثلون 70٪ من الإنتاج العالمي لليورانيوم. الدول المهمة الأخرى المنتجة لليورانيوم بفائض 1,000 طن سنويًا هي النيجر وروسيا وناميبيا وأوزبكستان والصين والولايات المتحدة وأوكرانيا.  يستخدم اليورانيوم الناتج عن التعدين بالكامل تقريبًا كوقود لمحطات الطاقة النووية.
عادةً ما تتم معالجة خامات اليورانيوم عن طريق طحن المواد الخام إلى حجم جسيم منتظم ومن ثم معالجة الخام لاستخلاص اليورانيوم عن طريق التصفية الكيميائية. عادة ما ينتج عن عملية الطحن مواد جافة على شكل مسحوق يتكون من اليورانيوم الطبيعي، «كعكة صفراء»، والتي يتم بيعها في سوق اليورانيوم كـ U3O8.

## التاريخ
لاحظ عمال المناجم معادن اليورانيوم لفترة طويلة قبل اكتشاف اليورانيوم في عام 1789. تم الإبلاغ عن جبال الخام المعدنية لليورانيوم، والمعروف أيضًا باسم اليورانينيت، من جبال الخام، ساكسونيا، في وقت مبكر من عام 1565. يرجع تاريخ التقارير المبكرة الأخرى عن جبال الخام إلى عام 1727 في جاكيموف و 1763 في شفارزفالد.
في أوائل القرن التاسع عشر، استخرج خام اليورانيوم كنتيجة ثانوية للتعدين في ساكسونيا وبوهيميا وكورنوال. وقع أول تعدين متعمد للخامات المشعة في ياشيموف، مدينة تعدين الفضة في جمهورية التشيك. استخدمت ماري كوري خام اليورانينيت من جاكيموف لعزل عنصر الراديوم، وهو ناتج اضمحلالي من اليورانيوم. حتى الحرب العالمية الثانية، تم تعدين اليورانيوم في المقام الأول بسبب محتواه من الراديوم؛ استخرجت بعض رواسب الكارونوتيت بشكل أساسي لمحتواها من الفاناديوم. مصادر الراديوم الموجودة في خام اليورانيوم استخدمت كطلاء مضئ لأوجه الساعة وغيرها من الأدوات، وكذلك للاستعمالات الصحية، والتي كان بعضها ضارًا. استخدم المنتج الثانوي لليورانيوم في الغالب كخصاب أصفر.
في الولايات المتحدة، اكتشف أول خام من الراديوم / اليورانيوم في عام 1871 في مناجم الذهب بالقرب من سنترال سيتي، كولورادو. أنتجت هذه المنطقة حوالي 50 طن من الخام ذو درجة عالية بين 1871 و 1895. ومع ذلك، فإن معظم خام اليورانيوم الأمريكي قبل الحرب العالمية الثانية جاء من رواسب الفاناديوم في هضبة كولورادو في يوتا وكولورادو.
في كورنوال، افتتح منجم جنوب تيراس بالقرب من سانت ستيفن لإنتاج اليورانيوم في عام 1873، وأنتج حوالي 175 طن من خام قبل عام 1900. حدثت عمليات تعدين مبكرة أخرى لليورانيوم في أوتونوا في منطقة جبال الكتلة المركزية بفرنسا، وأوبرفالز في بافاريا، وبلينغين في السويد.
تم اكتشاف ركاز معادن شينكولوبوي في كاتانغا، الكونغو البلجيكية الآن مقاطعة كاتانغا، جمهورية الكونغو الديمقراطية (DRC) في عام 1913، واستغلالها من قبل اتحاد مينيير دو هوت كاتانغا. الرواسب المبكرة الهامة الأخرى تشمل بورت راديوم، بالقرب من بحيرة الدب العظيم، كندا التي تم اكتشافها في عام 1931، إلى جانب مقاطعة بيرا، البرتغال؛ تيويا مويون، أوزبكستان، وهضبة الراديوم، أستراليا.
بسبب الحاجة إلى اليورانيوم لأبحاث القنابل خلال الحرب العالمية الثانية، استخدم مشروع مانهاتن مجموعة متنوعة من المصادر للعنصر. قام مشروع مانهاتن في البداية بشراء خام اليورانيوم من الكونغو البلجيكية، عبر اتحاد التعدين في كاتانغا العليا. في وقت لاحق تعاقد المشروع مع شركات تعدين الفاناديوم في الجنوب الغربي الأمريكي. أجريت عمليات الشراء أيضًا من شركة الدورادو للتعدين والتكرير المحدودة في كندا. تمتلك هذه الشركة مخزونات كبيرة من اليورانيوم كنفايات ناتجة عن أنشطة تكرير الراديوم.
كانت خامات اليورانيوم الأمريكية المستخرجة في كولورادو خامات مختلطة من الفاناديوم واليورانيوم، ولكن بسبب سرية وقت الحرب، فإن مشروع مانهاتن اعترف علانية فقط بشراء الفاناديوم، ولم يدفع إلي عمال مناجم اليورانيوم مقابل لمحتوى اليورانيوم. في دعوى قضائية لاحقة، تمكن العديد من عمال المناجم من استعادة الأرباح المفقودة من الحكومة الأمريكية. كان للخامات الأمريكية تركيزات من اليورانيوم أقل بكثير من خام الكونجو البلجيكي، لكن تمت متابعتها بشدة لضمان الاكتفاء الذاتي النووي. ابذلت مجهودات مماثلة من قبل الاتحاد السوفيتي، والذي لم يملك تركيزات محلية من اليورانيوم عندما بدأ مشروعه النووي.
بدأ التنقيب المكثف عن اليورانيوم بعد نهاية الحرب العالمية الثانية نتيجة للطلب العسكري والمدني على اليورانيوم. كانت هناك ثلاث فترات منفصلة لاستكشاف اليورانيوم أو «ازدهارات». كانت هذه من 1956 إلى 1960، 1967 إلى 1971، ومن 1976 إلى 1982.[بحاجة لمصدر]
في القرن العشرين، كانت الولايات المتحدة أكبر منتج لليورانيوم في العالم. كانت منطقة منح اليورانيوم في شمال غرب نيو مكسيكو أكبر منتج لليورانيوم في الولايات المتحدة. كانت منطقة مقاطعة يورانيوم تلال الغاز ثاني أكبر منتج لليورانيوم. يقع منجم لاكي ام سي الشهير في تلال الغاز بالقرب من ريفرتون، وايومنغ. تجاوزت كندا الولايات المتحدة منذ ذلك الحين كأكبر منتج تراكمي في العالم. في عام 1990، جاء 55 ٪ من الإنتاج العالمي من المناجم تحت الأرض، ولكن تقلصت النسبة إلى 33 ٪ بحلول عام 1999. من عام 2000، زادت المناجم الكندية الجديدة مرة أخرى من نسبة التعدين تحت الأرض، وأصبحت الآن مع السد الأولمبي 37٪. التعدين في الموقع الطبيعي (ISL، أو ISR) يعمل بشكل متزايد على زيادة حصته من الإجمالي، ويرجع ذلك أساسًا إلى كازاخستان.

## أنواع ركاز المعادن
تم اكتشاف وتعدين العديد من الأنواع مختلفة من رواسب اليورانيوم. يوجد بشكل أساسي ثلاثة أنواع من ركازات معادن اليورانيوم، بما في ذلك رواسب من النوع غير المطابق، وهي ركاز معادن بالليوباسير ونوع الحجر الرملي المعروف أيضًا باسم ركاز المعادن من النوع أمامي اللفة.
تصنف ركازات معادن اليورانيوم في 15 فئة وفقًا لوضعها الجيولوجي ونوع الصخور التي توجد فيها. يتم تحديد نظام التصنيف الجيولوجي هذا بواسطة الوكالة الدولية للطاقة الذرية.

### رسوبي

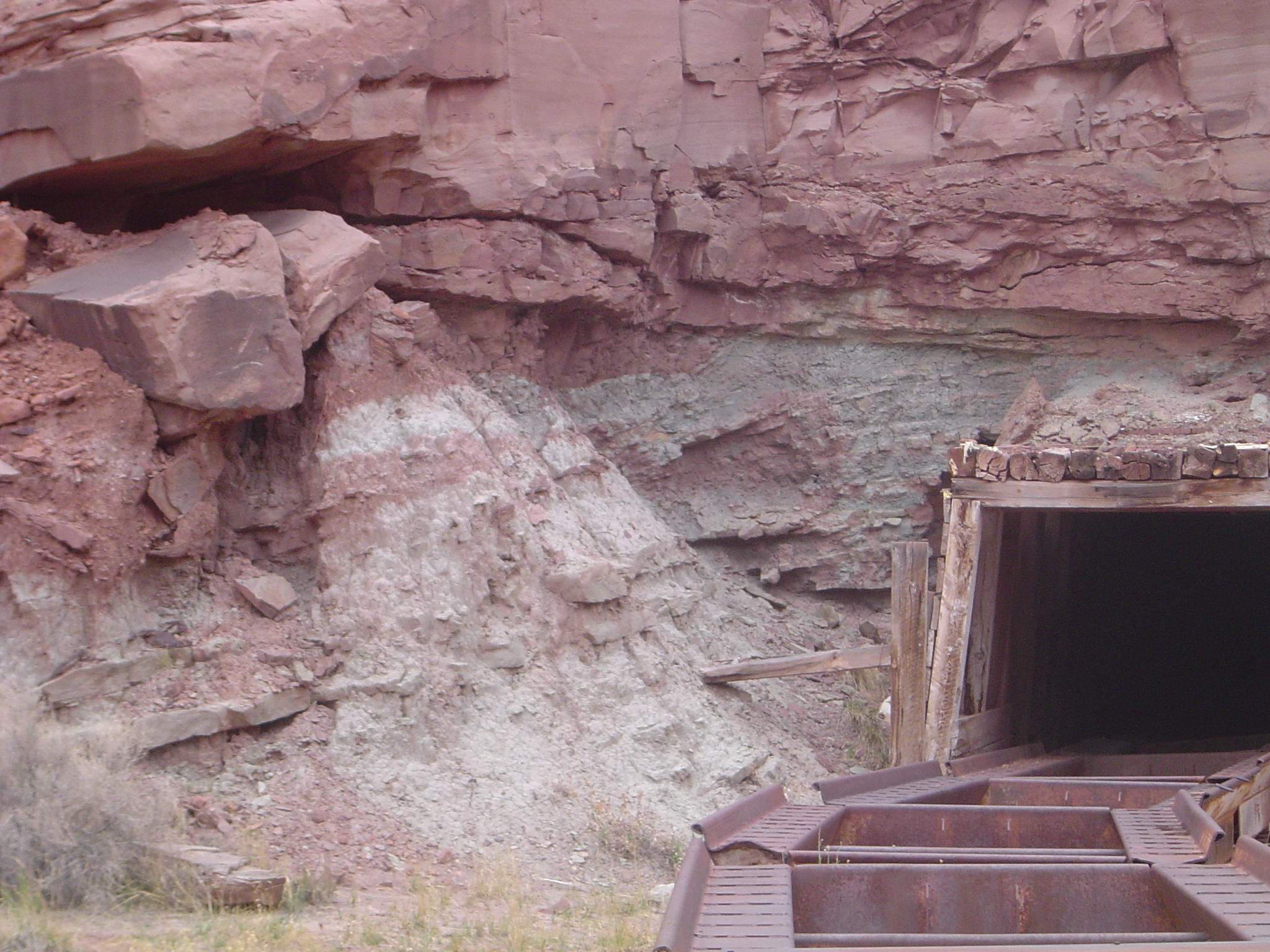
منجم مي فيدا لليورانيوم، بالقرب من موآب، يوتا. لاحظ بالتناوب الحجر الرملي الأحمر والأبيض / الأخضر. هذا النوع من رواسب اليورانيوم أسهل وأرخص في التعدين مقارنة بالأنواع الأخرى لأن اليورانيوم غير بعيد عن سطح القشرة

تشمل رواسب اليورانيوم في الصخور الرسوبية علي تلك الموجودة في الأحجار الرملية (في كندا وغرب الولايات المتحدة)،  اللاتوافق قبل الكمبري (في كندا)،  الفوسفات،  تكتل المرو قبل الكمبري، انهيار أنابيب بريشيا. تمعدن اليورانيوم)، والكاليش.
رواسب اليورانيوم من الحجر الرملي هي عادة من نوعين. ركائز معادن من نوع لفة الجبهة تحدث علي الحدود بين ما يصل خط الاتجاه العلوي وجزء مؤكسد من جسم الحجر الرملي وجزء من الجسم الحجر الرملي المقلل من خط الاتجاه السفلي الأعمق. وغالبًا ما تحدث ركائز اليورانيوم المعدنية من الحجر الرملي المخترق، والتي تسمى أيضًا ركائز معدنية من نوع بلاتو كولورادو داخل أجسام الحجر الرملي المؤكسد غالبًا في المناطق المختزَنة المحلية كما هو الحال مع الخشب المكربن في الحجر الرملي.
تحدث رواسب اليورانيوم من نوع ما قبل الكمبري من المرو في صخور يزيد عمرها عن ملياري سنة. تحتوي التكتلات أيضًا على البايرايت. استخرجت هذه الرواسب في منطقة بلايند ريفر - إليوت لايك في أونتاريو، كندا، ومن تجمعات ويتووترسراند الحاملة للذهب في جنوب إفريقيا.
تشكل الرواسب من النوع غير المطابق حوالي 33٪ من رواسب اليورانيوم في مناطق العالم الخارجي ذات التخطيط المركزي (WOCA).

### ناري أو حراري مائي
تشمل ركائز معادن اليورانيوم الحرارية المائية خامات اليورانيوم من النوع الوريدي. تشمل الرواسب البركانية على تدخلات من مادة السينييت المتطفلة في إيليموساك، جرينلاند؛ رواسب اليورانيوم المنشورة في روسينغ، ناميبيا؛ والبيغماتيت الحاملة لليورانيوم. توجد الودائع المنشورة أيضًا في ولايتي واشنطن وألاسكا بالولايات المتحدة. 

### بريشي
عثر على ركائز معادن اليورانيوم القاسي في الصخور التي تم كسرها بسبب التكسير التكتوني، أو التجوية. ركائز معادن اليورانيوم البريشية هي الأكثر شيوعا في الهند واستراليا والولايات المتحدة. يعد منجم أولمبيك أكبر مستودع لليورانيوم في العالم وموطنًا لمركز أولمبيك دام، وهي شركة تعدين مملوكة حاليا لشركة بي إتش بي بيليتون.

## استكشافه
يشبه التنقيب عن اليورانيوم أشكالًا أخرى من التنقيب عن المعادن باستثناء بعض الأدوات المخصصة لاكتشاف وجود النظائر المشعة. كان عداد غيغر هو كاشف الإشعاع الأصلي، حيث سجل معدل العد الإجمالي من جميع مستويات الطاقة للإشعاع. كيفت غرف التأين وعدادات جيجر لأول مرة للاستخدام الميداني في ثلاثينيات القرن العشرين. أنشئ أول عداد جيجر قابل للنقل (وزنه 25 كجم) في جامعة كولومبيا البريطانية في عام 1932. بنيت إتش في إلسورث من GSC وحدة أخف وزنًا وأكثر عملية في عام 1934. كانت النماذج التالية هي الأدوات الرئيسية المستخدمة في التنقيب عن اليورانيوم لسنوات عديدة، حتى تم استبدال عدادات غايغر بالعدادات الوميضية.
اقترح جي سي ريدلاند، وهو عالم جيوفيزيائي يعمل في بورت راديوم في عام 1943، استخدام أجهزة الكشف المحمولة جواً للتنقيب عن المعادن المشعة. في عام 1947، أجرت الدورادو للتعدين والتكرير المحدودة أول تجربة مسجلة لمقياسات الإشعاع المحمولة جوًا (غرف التأين وعدادات جيجر). البراءة الأولى لمطياف أشعة غاما المحمول رفعها الأساتذة برينغل، رولستون وبرونيل من جامعة مانيتوبا في عام 1949، وهو العام نفسه الذي اختبر به أول عداد ومضات محمول أرضًا وجوًا في شمال ساسكاتشوان.
أصبح الآن مطياف أشعة غاما المحمول جوًا تقنيًة رائدة مقبولة للتنقيب عن اليورانيوم من خلال تطبيقات عالمية لرسم الخرائط الجيولوجية واستكشاف المعادن والمراقبة البيئية. يجب أن يفسر قياس طيف أشعة غاما المحمول جواً والمستخدم خصيصًا لقياس اليورانيوم والتنقيب عنه عددًا من العوامل مثل المسافة بين المصدر والكاشف وانتشار الإشعاع عبر المعادن والأرض المحيطة وحتى في الهواء. في أستراليا، تم تطوير مؤشر شدة التجوية لمساعدة المنقبين استنادًا إلى صور مهمة الارتفاع الطبوغرافي لرسالة المكوك (SRTM) وصور طيف أشعة غاما المحمول جواً.
يتم تقييم العينات المكتشفة من اليورانيوم بواسطة التقنيات الجيوفيزيائية وأخذ عينات منها لتحديد كميات مواد اليورانيوم القابلة للاستخراج بتكاليف محددة من الرواسب. احتياطيات اليورانيوم هي كميات الخام التي تقدر بأنها قابلة للاسترداد بالتكاليف المعلنة.

## تقنيات
كما هو الحال مع الأنواع الأخرى من استخراج الصخور الصلبة، هناك عدة طرق لاستخراجها. في عام 2012، كانت النسبة المئوية لليورانيوم المستخرج من كل طريقة تعدين هي: الترشيح في الموقع (44.9 في المائة)، والتعدين تحت الأرض (26.2 في المائة)، وحفرة مفتوحة (19.9 في المائة)، ورشح الكومة (1.7 في المائة). تم اشتقاق 7.3 ٪ المتبقية كمنتج ثانوي من التعدين للمعادن الأخرى، والاسترجاع المتنوع.

### حفرة مفتوحة

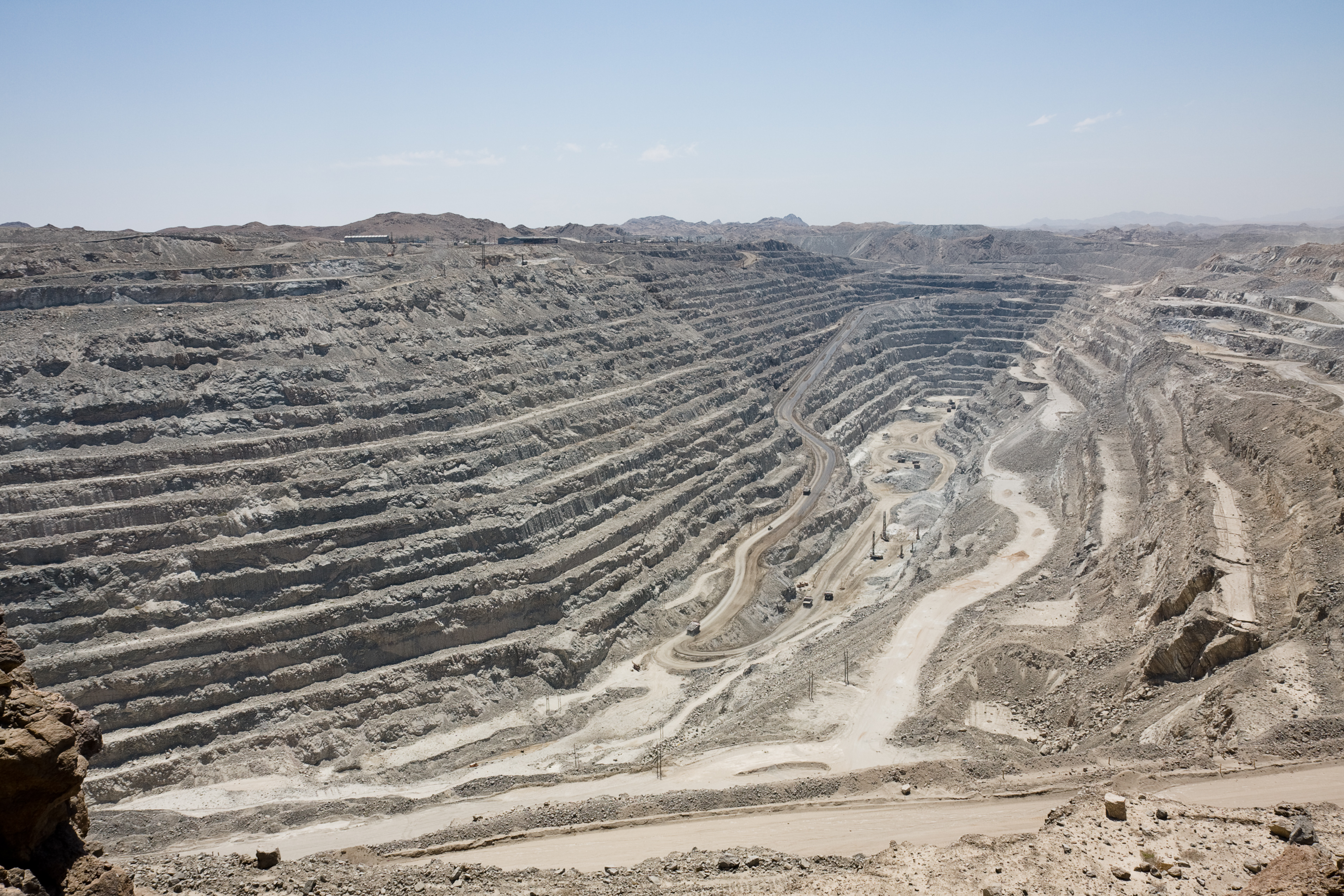
منجم روسي مفتوح لحفر اليورانيوم، ناميبيا

في التنقيب بالحفرة المفتوحة، تزال الأغطية الفوقية عن طريق الحفر والتفجير لكشف جسم الركاز، الذي يتم تعدينه بعد ذلك بواسطة التفجير والحفر باستخدام اللوادر والشاحنات القلابة. يقضي العمال وقتًا طويلًا في الحجرات المغلقة مما يحد من التعرض للإشعاع. يستخدم الماء على نطاق واسع لقمع مستويات الغبار المحمولة بالهواء.

### تحت الأرض
إذا كان اليورانيوم بعيدًا عن سطح الأرض لاستخراج الحفرة المفتوحة، فقد يتم استخدام منجم تحت الأرض مع الأنفاق والأعمدة المحفورة للوصول إلى خام اليورانيوم وإزالته. هناك كمية أقل من النفايات التي يتم إزالتها من المناجم تحت الأرض من مناجم الحفر المفتوحة، ولكن هذا النوع من التعدين يعرض العمال تحت الأرض إلى أعلى مستويات غاز الرادون.
لا يختلف تعدين اليورانيوم تحت الأرض من حيث المبدأ عن أي تعدين صخري صلب آخر، وغالبًا ما يتم تعدين الخامات الأخرى (مثل النحاس والذهب والفضة). بمجرد التعرف على جسم الركيزة، يتم غرس عمود في محيط الأوردة الخام، ويتم نقل التقاطع أفقيًا إلى الأوردة على مختلف المستويات، وعادة كل 100 إلى 150 متر. الأنفاق المشابهة، والمعروفة باسم الانجرافات، مدفوعة على طول الأوردة الخام من التقاطع. لاستخراج الخام، فإن الخطوة التالية هي قيادة الأنفاق، والمعروفة باسم الزيادات عند القيادة للأعلى والربح عند الدفع للأسفل، من خلال الإيداع من مستوى إلى مستوى. تُستخدم الزيادات لاحقًا لتطوير حفيرات التعدين حيث يتم استخراج الخام من الأوردة.
يمثل هذا المنحنى، وهو ورشة المنجم، الحفريات التي يتم استخراج المعادن منها. يشيع استخدام طريقتين للتعدين في طريقة «القص والتعبئة» أو الفتح المكشوف، يتم ملء المساحة المتبقية بعد إزالة الخام بعد التفجير بصخور النفايات والأسمنت. في طريقة «الانكماش»، تتم إزالة الخام المكسور الكافي فقط عبر المزالق أدناه للسماح لعمال المناجم الذين يعملون من أعلى الكومة بالحفر وكسر الطبقة التالية، مما يؤدي في النهاية إلى ثقب كبير. هناك طريقة أخرى، تُعرف باسم الغرفة والركيزة، وهي تستخدم في أجسام خامات الأرق والأناقة. في هذه الطريقة، يتم تقسيم جسم الركاز أولاً إلى كتل عن طريق محركات الأقراص المتقاطعة، وإزالة الركاز أثناء القيام بذلك، ثم إزالة الكتل بشكل منهجي، مما يترك خاما كافيًا لدعم السقف.
دفعت الآثار الصحية المكتشفة من التعرض للرادون في تعدين اليورانيوم دون تهوية إلى الابتعاد عن تعدين اليورانيوم عبر التعدين تحت الأرض في الأنفاق باتجاه تقنية الترشيح المكشوفة والموضعية، وهي طريقة لاستخراج لا تنتج نفس المخاطر المهنية أو مخلفات المناجم، كما التعدين التقليدية.
مع وجود اللوائح المعمول بها لضمان استخدام تكنولوجيا التهوية ذات الحجم الكبير في حالة حدوث أي تعدين محدود لليورانيوم في الفضاء، يمكن القضاء على التعرض المهني ووفيات التعدين إلى حد كبير.  يتم تهوية السد الأولمبي والمناجم الكندية تحت الأرض بواسطة مراوح قوية بمستويات الرادون التي يتم الاحتفاظ بها عند مستوى منخفض للغاية إلى «مستوى آمن» عمليًا في مناجم اليورانيوم. الرادون الذي يحدث بشكل طبيعي في مناجم أخرى غير اليورانيوم، قد يحتاج أيضًا إلى التحكم عن طريق التهوية.

### غسل الركام
غسل الركام هو عملية استخراج تستخدم من خلالها المواد الكيميائية (عادة حمض الكبريتيك) لاستخراج العنصر الاقتصادي من الخام الذي تم تعدينه ووضعه في أكوام على السطح. غسل الركام غير ممكن بشكل عام اقتصاديًا إلا لركائز معادن خام الأكسيد. يحدث أكسدة رواسب الكبريتيد أثناء العملية الجيولوجية التي تسمى التجوية. لذلك، عادة ما توجد رواسب خام أكسيد بالقرب من السطح. إذا لم تكن هناك عناصر اقتصادية أخرى داخل الركاز، فقد يختار المنجم استخراج اليورانيوم باستخدام عامل رشح، وعادة ما يكون حامض الكبريتيك منخفض المولي.
إذا كانت الظروف الاقتصادية والجيولوجية صحيحة، فسوف تقوم شركة التعدين بتسوية مساحات شاسعة من الأرض بتدرج صغير، ووضعها ببلاستيك سميك (عادةً HDPE أو LLDPE)، وأحيانًا بالطين أو الطمي أو الرمل أسفل البطانة البلاستيكية. عادةً ما يتم تشغيل الخام المستخرج من خلال الكسارة وتوضع في أكوام أعلى البلاستيك. بعد ذلك يتم رش عامل الغسل على الخام لمدة 30-90 يومًا. أثناء تصفية عامل الرشح عبر الكومة، فإن اليورانيوم سوف يكسر روابطه مع صخور الأكسيد ويدخل المحلول. بعد ذلك، يتم ترشيح المحلول على طول التدرج في مجمعات التجميع التي سيتم ضخها بعد ذلك إلى المصانع الموجودة بالموقع لمزيد من المعالجة. فقط بعض اليورانيوم (عادة حوالي 70 ٪) يتم استخراجها بالفعل.
تعد تركيزات اليورانيوم داخل المحلول مهمة للغاية للفصل الفعال لليورانيوم النقي عن الحمض. نظرًا لأن أكوام الركام مختلفة ستنتج تركيزات مختلفة، يتم ضخ المحلول في مصنع خلط يتم مراقبته بعناية. ثم يتم ضخ المحلول المتوازن بشكل صحيح في مصنع معالجة حيث يتم فصل اليورانيوم عن حمض الكبريتيك.
غسل الركام أرخص بكثير من عمليات الطحن التقليدية. تتيح التكاليف المنخفضة أن يكون خام الفئة منخفضة الجودة ممكنًا اقتصاديًا (نظرًا لأنه النوع الصحيح من جسم الركاز). يشترط القانون البيئي مراقبة المياه الجوفية المحيطة باستمرار بحثًا عن تلوث محتمل. سيتعين على المنجم أن يواصل المراقبة حتى بعد إغلاق المنجم. في الماضي كانت شركات التعدين تفلس في بعض الأحيان، تاركة مسؤولية استصلاح المناجم للعامة. تتطلب الإضافات الأخيرة لقانون التعدين أن تخصص الشركات أموالًا لاستصلاحها قبل بداية المشروع. سيتم الاحتفاظ بالمال من قبل العامة لضمان الالتزام بالمعايير البيئية إذا كانت الشركة ستفلس على الإطلاق.
وتسمى تقنية تعدين مماثلة أخرى في الموقع، أو التعدين في المكان حيث الخام لا يحتاج حتى إلى استخراج.

### غسل فيالموقع

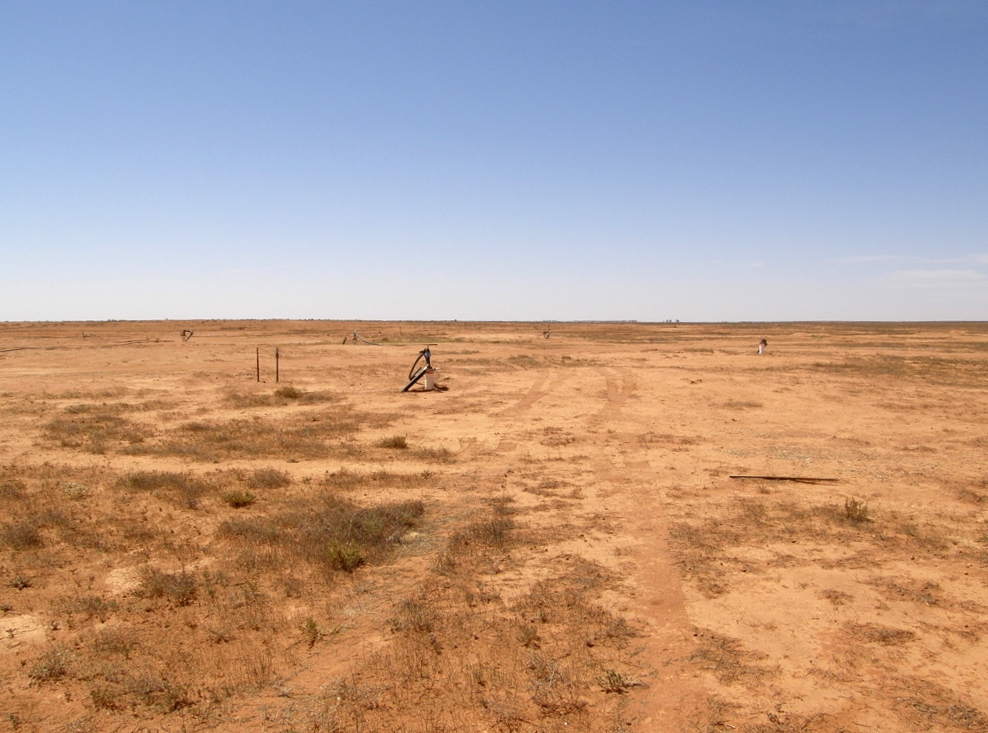
تجربة حقل جيد لاسترداد في الموقع في هانيمون، جنوب أستراليا

عملية الغسل في الموقع (ISL)، والمعروفة أيضًا باسم تعدين المحاليل، أو الاسترداد في الموقع (ISR) في أمريكا الشمالية، تتضمن ترك الخام في مكانه، واستعادة المعادن منه عن طريق إذابتها وضخ المحلول الحامل إلى السطح حيث يمكن استرداد المعادن. وبالتالي، هناك القليل من الاضطرابات السطحية وليس هناك مخلفات أو صخور النفايات المتولدة. ومع ذلك، يجب أن يكون جسم الخام نافذًا للسوائل المستخدمة، وموقعه بحيث لا يلوث المياه الجوفية بعيدًا عن جسم الخام.
يستخدم اليورانيوم ISL المياه الجوفية المحلية في جسم الخام المحصنة بعامل معقد وفي معظم الحالات مؤكسد. ثم يتم ضخه من خلال جسم الخام تحت الأرض لاستعادة المعادن فيه عن طريق الغسل. بمجرد عودة المحلول الحامل إلى السطح، يتم استرداد اليورانيوم بنفس الطريقة التي يتم بها استرداد أي مصنع يورانيوم آخر (مطحنة).
في مناجم ISL الأسترالية (منجم بيفيرلي، فور مايل ومنجم هانيمون)، يكون المؤكسد المستخدم هو بيروكسيد الهيدروجين وعامل حمض الكبريتيك المركب. لا تستخدم مناجم ISL الكازاخية بشكل عام مؤكسدًا ولكنها تستخدم تركيزات حمض أعلى بكثير في المحاليل الدائرية. تستخدم مناجم ISL في الولايات المتحدة الأمريكية ترسبات قلوية بسبب وجود كميات كبيرة من المعادن المستهلكة للحمض مثل الجبس والحجر الجيري في طبقات المياه الجوفية المضيفة. أي أكثر من بضعة في المئة من معادن الكربونات يعني أنه يجب استخدام ترشيح القلويات في تفضيل الغسل الحمضي الأكثر كفاءة.
نشرت الحكومة الأسترالية دليل ممارسات أفضل للتعدين في الموقع لليورانيوم، والذي تتم مراجعته لمراعاة الاختلافات الدولية.

### استرداد مياه البحر
تركيز اليورانيوم في مياه البحر منخفض، حوالي 3.3 أجزاء لكل مليار أو 3.3   ميكروغرام لكل لتر من مياه البحر. لكن كمية هذا المورد هائلة ويعتقد بعض العلماء أن هذا المورد لا حدود له عملياً فيما يتعلق بالطلب العالمي. وهذا يعني أنه إذا كان من الممكن استخدام جزء من اليورانيوم في مياه البحر، فيمكن توفير وقود توليد الطاقة النووية في العالم بأسره على مدار فترة زمنية طويلة.  يزعم بعض مؤيدي مناهضة الأسلحة النووية أن هذه الإحصائيات مبالغ فيها. على الرغم من أن البحث والتطوير لاستعادة عنصر التركيز المنخفض بواسطة مواد ماصة غير عضوية مثل مركبات أكسيد التيتانيوم قد حدث منذ الستينيات في المملكة المتحدة وفرنسا وألمانيا واليابان، إلا أن هذا البحث توقف بسبب انخفاض كفاءة الاسترداد.
في مؤسسة تاكاساكي لبحوث الكيمياء الإشعاعية التابعة للمعهد الياباني لأبحاث الطاقة الذرية (JAERI مؤسسة تاكاساكي للأبحاث)، استمر البحث والتطوير في ذروته في إنتاج المواد الماصة عن طريق تشعيع ألياف البوليمرات. تم تصنيع المواد الماصة التي تحتوي على مجموعة وظيفية (مجموعة الإكسوكسيم) التي تمتص المعادن الثقيلة بشكل انتقائي، وقد تم تحسين أداء هذه المواد الماصة. قدرة امتصاص اليورانيوم لامتصاص ألياف البوليمر عالية، أكبر بعشرة أضعاف مقارنةً بامتصاص أكسيد التيتانيوم التقليدي.
تتمثل إحدى طرق استخراج اليورانيوم من مياه البحر في استخدام أقمشة غير منسوجة خاصة باليورانيوم كمواد ماصة. إجمالي كمية اليورانيوم المستخرج من ثلاثة صناديق تجميع تحتوي على 350 كلغ من القماش كان > 1 كجم من الكعكة الصفراء بعد 240 أيام من الغمر في المحيط. وفقا لمنظمة التعاون الاقتصادي والتنمية، يمكن استخراج اليورانيوم من مياه البحر باستخدام هذه الطريقة لحوالي 300 دولار / كجم-يو. تجربة سيكو ات ال. كررت من قبل تامادا ات ال. في 2006. ووجدوا أن التكلفة تتراوح بين 15,000 ين ياباني إلى 88,000 ين ياباني بناءً على الافتراضات و "أقل تكلفة يمكن تحقيقها الآن هي 25,000 ين ياباني مع 4ج-يو / كغ- ماص المستخدمة في منطقة البحر في أوكيناوا، مع 18  استخدامات متككرة  [ك‍]. " مع سعر الصرف مايو 2008، كان هذا حوالي 240 دولار لكل كيلوغرام يو.
في عام 2012، أعلن باحثو ORNL عن التطوير الناجح لمادة ماصة جديدة تسمى «هايكاب»، والتي تتفوق بشكل كبير على أفضل المواد الماصة السابقة، والتي تؤدي إلى الاحتفاظ السطحي لجزيئات أو ذرات أو أيونات صلبة أو غازية. وقال كريس يانكي أحد المخترعين وعضو في قسم علوم وتكنولوجيا المواد في ORNL: «لقد أظهرنا أن موادنا الممتصة يمكن أن تستخرج من اليورانيوم بمقدار خمس إلى سبع مرات بمعدل امتصاص أسرع بسبع مرات من أفضل المواد الماصة في العالم». هايكاب أيضا يزيل بشكل فعال المعادن السامة من المياه، وفقا للنتائج التي تم التحقق منها من قبل الباحثين في مختبر المحيط الهادئ الشمالية الغربية. 

## أسعار اليورانيوم
منذ عام 1981، أبلغت وزارة الطاقة عن أسعار وكميات اليورانيوم في الولايات المتحدة.  انخفض سعر الاستيراد من 32,90 دولار أمريكي / رطل- U 3 O 8 في عام 1981 إلى 12.55 في عام 1990 وإلى أقل من 10   دولار أمريكي / رطل- U 3 O 8 في عام 2000. كانت الأسعار المدفوعة لليورانيوم خلال السبعينيات أعلى، 43 دولار/رطل-U 3 O 8 تم الإبلاغ عن سعر بيع اليورانيوم الأسترالي في عام 1978 من قبل مركز المعلومات النووية. وصلت أسعار اليورانيوم إلى أدنى مستوى لها على الإطلاق في عام 2001، حيث بلغت تكلفتها 7 دولارات للرطل، ولكن في أبريل 2007، ارتفع سعر اليورانيوم في السوق الفورية إلى 113,00 دولارًا / رطل،  وهي نقطة عالية من فقاعة اليورانيوم لعام 2007. كان هذا قريبًا جدًا من أعلى مستوياته على الإطلاق (المعدل للتضخم) في عام 1977. 
في أعقاب كارثة فوكوشيما النووية عام 2011، ظل قطاع اليورانيوم العالمي منخفضًا، حيث انخفض سعر اليورانيوم بأكثر من 50٪، مما أدى إلى انخفاض قيم الأسهم وتقليل ربحية منتجي اليورانيوم منذ مارس 2011 وحتى 2014. ونتيجة لذلك، تقوم شركات اليورانيوم في جميع أنحاء العالم بتخفيض التكاليف والحد من العمليات.
اعتبارًا من يوليو 2014، ظل سعر تركيز اليورانيوم بالقرب من أدنى مستوى خلال خمس سنوات، حيث انخفض سعر اليورانيوم بأكثر من 50٪ من أعلى سعر فوري في شهر يناير 2011، مما يعكس فقدان الطلب الياباني في أعقاب كارثة فوكوشيما النووية عام 2011. نتيجة لاستمرار انخفاض الأسعار، أجلت شركة التعدين كاميكو في فبراير 2014 خططًا لتوسيع الإنتاج من المناجم الكندية الحالية، على الرغم من أنها واصلت العمل لفتح منجم جديد في بحيرة سيجار. وفي فبراير 2014 أيضًا، أوقفت بالادين للطاقة عملياتها في منجمها في ملاوي، قائلة إن العملية عالية التكلفة كانت تخسر المال بالأسعار الحالية.

## السياسة
في بداية الحرب الباردة، لضمان إمدادات كافية من اليورانيوم للدفاع الوطني، أقر كونغرس الولايات المتحدة قانون الطاقة الذرية الأمريكي لعام 1946، الذي أنشأ لجنة الطاقة الذرية (AEC) التي كان لديها القدرة على سحب أراضي التعدين المحتملة لليورانيوم من شراء العامة، وكذلك لمعالجة سعر اليورانيوم لتلبية الاحتياجات الوطنية. من خلال تحديد سعر مرتفع لخام اليورانيوم، أنشأت AEC «ازدهار» لليورانيوم في أوائل الخمسينيات، والتي جذبت العديد من المنقبين إلى منطقة فور كورنرز في البلاد. موآب، أصبح يوتا المعروفة باسم عاصمة العالم لليورانيوم، عندما اكتشف الجيولوجي تشارلز ستين مثل هذا خام في عام 1952، على الرغم من أن مصادر خام الأمريكية كانت أقل بكثير من تلك الموجودة في الكونغو البلجيكية أو جنوب أفريقيا.
في الخمسينيات من القرن العشرين، تم اتباع طرق لاستخلاص اليورانيوم والثوريوم المخفف، الموجود بكثرة في الجرانيت أو مياه البحر. تكهن العلماء أنه، في المفاعل المولِّد، قد توفر هذه المواد مصدرًا غير محدود للطاقة.
انخفضت المتطلبات العسكرية الأمريكية في الستينيات، وأكملت الحكومة برنامج شراء اليورانيوم بحلول نهاية عام 1970. في الوقت نفسه، ظهر سوق جديد: محطات الطاقة النووية التجارية. ومع ذلك، في الولايات المتحدة، انهار هذا السوق فعليًا بحلول نهاية السبعينيات نتيجة للتوترات الصناعية الناجمة عن أزمة الطاقة، والمعارضة الشعبية، وأخيرا الحادثة النووية لجزيرة ثري مايل في عام 1979، والتي أدت جميعها إلى وقف فعلي على تطوير محطات جديدة للطاقة النووية مفاعل.
في أوروبا، يوجد وضع مختلط. تم تطوير قدرات طاقة نووية كبيرة، لا سيما في بلجيكا وفنلندا وفرنسا وألمانيا وإسبانيا والسويد وسويسرا والمملكة المتحدة. في العديد من البلدان، تم إيقاف تطوير الطاقة النووية والتخلص التدريجي من الإجراءات القانونية. في إيطاليا، تم حظر استخدام الطاقة النووية من خلال استفتاء عام 1987 ؛ ومع ذلك، هذا الآن قيد المراجعة. لم يكن لدى أيرلندا في عام 2008 أي خطط لتغيير موقفها غير النووي،  على الرغم من أنه منذ افتتاح عام 2012 للرابط بين الشرق والغرب بين أيرلندا وبريطانيا، كانت مدعومة من قبل القوة النووية البريطانية. 
شهدت الأعوام 1976 و 1977 أن استخراج اليورانيوم أصبح قضية سياسية رئيسية في أستراليا، حيث فتح تقرير رينجر انكوايري (فوكس) نقاشًا عامًا حول تعدين اليورانيوم. تشكلت مجموعة الحركة ضد تعدين اليورانيوم في عام 1976، وتم تنظيم العديد من الاحتجاجات والمظاهرات ضد تعدين اليورانيوم.   تتعلق المخاوف بالمخاطر الصحية والضرر البيئي الناجم عن تعدين اليورانيوم. ومن بين الناشطين الأستراليين البارزين في مجال مكافحة اليورانيوم كيفين بوزاكوت، وجاكي كاتونا، وإيفون مارجارولا، وجيلين مارش.  
عقدت جلسة الاستماع العالمية لليورانيوم في سالزبورغ، النمسا في سبتمبر 1992. يشهد المتحدثون المناهضون للأسلحة النووية من جميع القارات، بمن فيهم المتحدثون والعلماء الأصليون، على المشكلات الصحية والبيئية المتمثلة في تعدين اليورانيوم ومعالجته، والطاقة النووية، والأسلحة النووية، والتجارب النووية، والتخلص من النفايات المشعة. الأشخاص الذين تحدثوا في جلسة الاستماع لعام 1992 هم: توماس بانياشيا، كاتسومي فوريتسو، مانويل بينو وفلويد ريد كرو ويسترمان. وسلطوا الضوء على خطر التلوث الإشعاعي على جميع الشعوب، وخاصة المجتمعات الأصلية، وقالوا إن بقائهم يتطلب تقرير المصير والتأكيد على القيم الروحية والثقافية. دعا إلى زيادة تسويق الطاقة المتجددة.

## المخاطر الصحية

### سرطان الرئة
خام اليورانيوم يبعث غاز الرادون. الآثار الصحية للتعرض العالي للرادون مشكلة خاصة في تعدين اليورانيوم ؛ تم التعرف على وفيات كبيرة ناجمة عن سرطان الرئة في الدراسات الوبائية لمناجم اليورانيوم العاملين في الأربعينات والخمسينات.  
حدثت الدراسات الرئيسية الأولى حول الرادون والصحة في سياق استخراج اليورانيوم، أولاً في منطقة يواكيمستال في بوهيميا، ثم في جنوب غرب الولايات المتحدة خلال الحرب الباردة المبكرة. نظرًا لأن الرادون ناتج عن التحلل الإشعاعي لليورانيوم، فقد تحتوي مناجم اليورانيوم تحت الأرض على تركيزات عالية من الرادون. أصيب العديد من عمال مناجم اليورانيوم في منطقة فور كورنرز بسرطان الرئة وأمراض أخرى نتيجة لارتفاع مستويات التعرض للرادون في منتصف الخمسينيات. كانت زيادة الإصابة بسرطان الرئة واضحة بشكل خاص بين عمال المناجم الأمريكيين الأصليين والمورمون، لأن هذه المجموعات عادة ما تكون معدلات الإصابة بسرطان الرئة فيها منخفضة. معايير السلامة التي تتطلب تهوية باهظة الثمن لم يتم تنفيذها أو ضبطها على نطاق واسع خلال هذه الفترة.
في الدراسات التي أجريت على عمال مناجم اليورانيوم، أظهر العمال الذين تعرضوا لمستويات الرادون من 50 إلى 150 بيكو كوري من الرادون لكل لتر من الهواء (2000-6000 Bq / m 3) لمدة 10 سنوات زيادة في معدل الإصابة بسرطان الرئة. كانت التجاوزات ذات دلالة إحصائية في وفيات سرطان الرئة موجودة بعد التعرض التراكمي أقل من 50 WLM.  ومع ذلك، يوجد تجانس غير مفسر في هذه النتائج (لا تتداخل فاصل الثقة دائمًا). تزايد حجم الزيادة المرتبطة بالرادون في خطر الإصابة بسرطان الرئة بأكثر من ترتيب من حيث الحجم بين الدراسات المختلفة.
منذ ذلك الوقت، تم استخدام التهوية وغيرها من التدابير لخفض مستويات الرادون في معظم المناجم المتأثرة التي لا تزال تعمل. في السنوات الأخيرة، انخفض متوسط التعرض السنوي لمناجم اليورانيوم إلى مستويات مماثلة للتركيزات المستنشقة في بعض المنازل. وقد قلل هذا من خطر الإصابة بالسرطان المستحث مهنياً من الرادون، على الرغم من أنه لا يزال يمثل مشكلة لكل من يعمل حاليًا في المناجم المصابة ولمن تم توظيفهم في الماضي.  من المحتمل أن تكون القدرة على اكتشاف أي مخاطر زائدة على عمال المناجم في الوقت الحاضر صغيرة، وأن التعرضات أصغر بكثير مما كانت عليه في السنوات الأولى من التعدين.

### جهود الولايات المتحدة في التنظيف
على الرغم من الجهود المبذولة في تنظيف مواقع اليورانيوم، لا تزال هناك مشاكل كبيرة ناجمة عن إرث تطوير اليورانيوم موجودة اليوم في نافاجو نيشن وفي ولايات يوتا وكولورادو ونيو مكسيكو وأريزونا. لم يتم تنظيف مئات المناجم المهجورة وتشكل مخاطر بيئية وصحية في العديد من المجتمعات. بناءً على طلب لجنة مجلس النواب الأمريكي للرقابة والإصلاح الحكومي في أكتوبر 2007، وبالتشاور مع نافاجو نيشن، وكالة حماية البيئة (EPA)، إلى جانب مكتب الشؤون الهندية (BIA)، واللجنة التنظيمية النووية (NRC))، وضعت وزارة الطاقة (DOE)، ووزارة الصحة الهندية (IHS)، خطة مدتها خمس سنوات منسقة لمعالجة تلوث اليورانيوم. بدأت جهود تنسيق مشتركة بين الوكالات في ولاية نيو مكسيكو أيضًا. في عام 1978، أقر الكونغرس قانون مراقبة الإشعاع في مخلفات مطاحن اليورانيوم (UMTRCA)، وهو تدبير مصمم للمساعدة في تنظيف 22 موقعًا لمعالجة الخامات غير النشطة في جميع أنحاء الجنوب الغربي. وشمل ذلك أيضًا إنشاء 19 موقعًا للتخلص من المخلفات، والتي تحتوي على ما مجموعه 40 مليون ياردة مكعبة من المواد المشعة منخفضة المستوى. تقدر وكالة حماية البيئة أن هناك 4,000 منجم مع إنتاج موثق لليورانيوم، و 15,000 موقع آخر به تواجد لليورانيوم في 14 ولاية غربية،  معظمها موجود في منطقة فور كورنرز وويومينج.
قانون مراقبة الإشعاع في مخلفات مطحنة اليورانيوم هو قانون بيئي للولايات المتحدة قام بتعديل قانون الطاقة الذرية لعام 1954 ومنح وكالة حماية البيئة سلطة وضع معايير صحية وبيئية لاستقرار واستعادة والتخلص من نفايات مطحنة اليورانيوم. يتطلب البند 1 من القانون من وكالة حماية البيئة أن تضع معايير لحماية البيئة تتفق مع قانون الحفاظ على الموارد واستعادتها، بما في ذلك حدود حماية المياه الجوفية؛ وزارة الطاقة لتنفيذ معايير وكالة حماية البيئة وتوفير الرعاية الدائمة لبعض المواقع ؛ ولجنة التنظيم النووي لمراجعة عمليات التنظيف ومواقع الترخيص للدول أو وزارة الطاقة للحصول على الرعاية الدائمة.  أنشأ الباب الأول برنامج عمل علاجي لمصنع اليورانيوم بتمويل مشترك من الحكومة الفيدرالية والدولة.  حدد الباب 1 من القانون أيضًا 22 موقعًا غير نشط لمطاحن اليورانيوم لإصلاحها، مما أدى إلى احتواء 40 مليون ياردة مكعبة من المواد المشعة ذات المستوى المنخفض في خلايا UMTRCA التي تحمل العنوان 1. 

## روابط خارجية
- الآثار الصحية لسكان مناجم ومصانع اليورانيوم - قضايا العلوم.
- ترك تعدين اليورانيوم تركة الموت.
- Biorecovery من اليورانيوم من مناجم الألغام إلى المنتجات المعدنية النقية على حساب النفايات المتقدمة مجلدات البحوث المواد. 71-73 (2009) ص 621-624
- تعدين اليورانيوم العالمي (إعطاء إحصاءات الإنتاج)، الرابطة النووية العالمية، يوليو 2006
- موارد اليورانيوم والطاقة النووية Energy Watch Group، ديسمبر 2006
- طريقة الغسل في الموقع على موقع Uranium SA (غرفة المناجم والطاقة في جنوب أستراليا)
- تقييم تكلفة استرداد مياه البحر لليورانيوم والمشاكل التقنية نحو التنفيذ
- شاهد فيلم Uranium، وهو فيلم وثائقي صدر عام 1990 حول مخاطر تعدين اليورانيوم
- الإمداد العالمي باليورانيوم - الرابطة النووية العالمية، مارس 2007
- الجارديان (22 يناير 2008): الجوائز تسلط الضوء على السجل الأخضر للشركات الكبرى
- استخراج كارثة الجارديان، 2008
- استدامة تعدين اليورانيوم وطحنه: نحو قياس الموارد والفعالية البيئية
- يورانيوم يضيء أكثر سخونة (Investors Chronicle، UK)| ضبط استنادي: وطنية | - مكتبة الكونغرس (LCNAF) - قاعدة البيانات الوطنية التشيكية (NLCR AUT) - 1 - 2 - المكتبة القومية الإسرائيلية (J9U) |